# Xcas
Xcas (Open Source) è il nome dato all'interfaccia utente di Giac, un sistema di algebra computazionale (CAS) multipiattaforma, leggero e di uso generale. Il tandem formato da entrambi è denominato Xcas / Giac. Giac può essere utilizzato come libreria C++ in modo indipendente.
Si tratta di un progetto di software libero sviluppato dal 2000 da Bernard Parisse e altri presso l'Università Joseph Fourier di Grenoble, Francia.
Il sistema sembra integrato in altri programmi, come Geogebra e il calcolatore HP Prime.

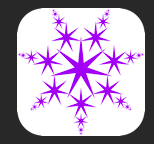
Icona

## Sistema operativo

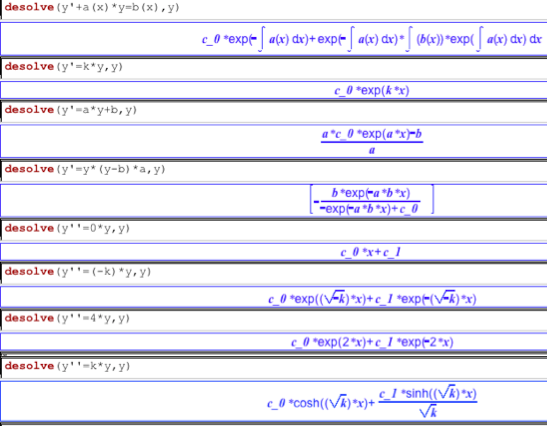
Xcas risolve equazioni differenziali algebriche.

- Microsoft Windows[3]
- Apple macOS[3]
- Linux[3]
- FreeBSD[4]
- Android[5]
- in linea[6]

## Features
- plot() che ti permette di creare e visualizzare un grafico.
- string() che trasforma un oggetto (esempio: intero) in una stringa di caratteri.
- solve() che risolve un'equazione.
- differenziazione della funzione diff().
- int() che restituisce la primitiva di una funzione.
- split((x + 1) * (y-2), [x, y]) = [x + 1, y-2] Metodo di separazione delle variabili.
- desolve() risolve l'equazione differenziale (vedi illustrazione).
- factor() factoring polinomio.
- nPr() calcola le permutazioni.
- nCr() calcola le combinazioni.
- sqrt() radice quadrata.
- cross([1,2,3], [4,3,2]) = [-5,10, -5] calcola il prodotto incrociato di due vettori.
- media([3,4,2]) = 3 calcola la media.
- stddev([3,4,2]) = sqrt (2/3) calcola la deviazione standard.
- varianza([3,4,2]) = 2/3 calcola la varianza.
- det([1,2], [3,4]) = -2 calcola il determinante di una matrice.
- extreme(-2 * cos (x) -cos (x) ^ 2, x) = [0], [pi] calcola gli estremi locali di una funzione.
- line(x = 1) = linea verticale x = 1 traccia una linea verticale nel sistema di coordinate.